# Да Афганістан банк
Да Афганістан банк (пушту: د افغانستان بانک, англ. Da Afghanistan Bank) — центральний банк Афганістану.

## Історія
- У 1918–1936 роках випускались квитки Казначейства Афганістану, первинно — в рупіях, а з 1926 року — в афгані.
- 1933 року створено перший банк Афганістану — Афганський національний банк, який розпочав випуск банкнот 1935 року.
- 1939 року засновано Да Афганістан банк. Того ж року банк почав випуск банкнот.